# زودیاک (فیلم ۲۰۰۵)
زودیاک (به انگلیسی: The Zodiac) فیلمی محصول سال ۲۰۰۵ و به کارگردانی الکس باکلی است. در این فیلم بازیگرانی همچون جاستین چیمبرز، رابین تونی، روری کالکین، فیلیپ بیکر هال، برد ویلیام هنکه، مارتی لیندسی، رکس لین، ویلیام ماپوتر و برایان بلوم ایفای نقش کرده‌اند.